# Phiditiidae
Famille
Les Phiditiidae sont une famille de lépidoptères (papillons) de la super-famille des Bombycoidea. Elle contient 4 genres et 23 espèces,.

## Historique
Ce taxon constituait auparavant une sous-famille de la famille des Bombycidae, sous le nom de Phiditiinae. Il a été élevé au rang de famille à la suite d'analyses de phylogénétique moléculaire.

## Liste des genres
- Phiditia Möschler, 1883
- Rolepa Walker, 1855
- Sorocaba Moore, 1882
- Tepilia Walker, 1855